# Стийлърс Хендатлас
Стийлърс Хендатлас (на немски: Hand-Atlas über alle Theile der Erde und über das Weltgebäude, Ръчен атлас за всички части на Земята и сътворения свят) е водещият немски атлас от средата на XIX век до началото на XX век.

## Издания
Издаването му започва през 1785 година под ръководсвото на Юстус Партес в Гота. Между 1816 и 1944 година излизат общо 10 издания на атласа:
- Първо издание, Адолф Щилер и Кристиян Райхард, 1817 – 1823, 50 карти
- Второ издание, Фридрих фон Щюлпнагел, 1845 – 1847, 83 карти
- Трето издание, Фридрих фон Щюлпнагел, 1852 – 1854, 83 карти
- Четвърто издание, 1862 – 1864, 84 карти
- Пето издание 1866 – 1868, 84 карти
- Шесто издание, Аугуст Петерман, Херман Бергхаус и Карл Фогел, 1871 – 1875, 90 карти
- Седмо издание, Херман Бергхаус, Карл Фогел и Херман Хабенихт, 1879 – 1882, 95 карти
- Осмо издание, Херман Бергхаус, Карл Фогел и Херман Хабенихт, 1888 – 1891, 95 карти
- Девето издание, Херман Хабенихт, 1901 – 1905, 100 карти
- Десето издание, Херман Хаак, 1920 – 1925, 108 карти

До края на XIX век основно картите се отпечатват чрез медни плочи, от които са запазени 432 броя. Деветото издание е напълно отпечатано литографски чрез цилиндрични машини, което двойно намалява цената на атласа и го прави шорокодостъпен. Десетото издание е най-изчерпателния световен атлас в модерни времена с над 320 000 вписвания в индекса на изданието. Последните две издания са преведени на английски, френски, италиански и испански. Между 1934 – 1940 година се подтотвя международно издание с общо 114 карти, което обаче остава незавършено заради началото на Втората световна война.